# Her New York
Her New York er en amerikansk stumfilm fra 1917 af O. A. C. Lund og W. Eugene Moore.

## Medvirkende
- Gladys Hulette som Phoebe Lester.
- William Parke Jr. som Philip Dawes.
- Riley Chamberlin som Si Brown.
- Carey L. Hastings
- Robert Vaughn som Stuyvesant Owen.